# Mörbylånga (obec)
Obec Mörbylånga (švédsky Mörbylånga kommun) je samosprávné území v Kalmarském kraji a historické provincii Småland na jihovýchodě Švédska. Rozkládá se v jižní polovině ostrova Öland. Správním sídlem je město Mörbylånga.